# Аркадій (візантійський імператор)
Фла́вій Арка́дій (грец. Ἀρκάδιος, лат. Flavius Arcadius; близько 377 у Іспанії — 1 травня 408 у Константинополі) — імператор східної частини Римської імперії і після її поділу вважається першим імператором Східної Римської імперії, що правив від 392 до 408 року.

## Походження
Аркадій був старшим сином імператора Феодосія І та Елії Флацілли і братом імператора західної частини імперії — Гонорія. У січні 383 року його батько надав Аркадію титул Августа і зробив тим його співправителем імперії. По смерті батька та розпаду імперії на дві частини, Аркадій у віці 18 років зайняв трон східної частини Римської імперії. Щоправда, деякі заходи він здійснював разом із братом — правителем західної імперії, зокрема зберігся їхній спільний едикт про покарання контрабандистів, які продавали сіль за ціною нижчої від державної.

## Правління

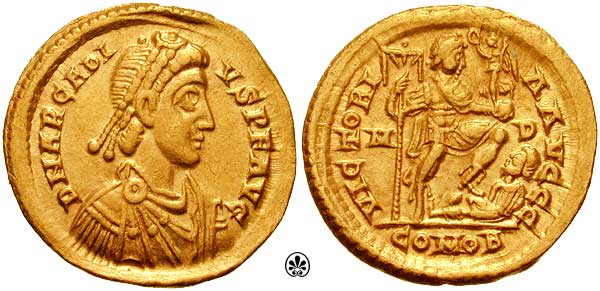
Flavius Arcadius на солідусі.

Початок його правління позначено спробами проводити самостійну політику і відсунути на другий план могутнього політика і радника — Руфіна. Аркадій ставить себе як християнський правитель і видає декілька законів проти єресей. Він одружується 27 квітня 395 року з Елією Євдоксією, дочкою Флавія Баутона, колишнього Magister militum у Граціана. Однак і це не дає йому переваг проти Руфіна.
Руфін не був улюбленцем у армії і був вбитий при проведенні параду. Його місце зайняв Євтропій, який був незабаром страчений (399). У 400 році повстання вестготів на чолі із Гайною було придушене лояльними військами під управлінням Фравітти.
У цей час Східна Римська імперія мусила також протистояти натиску численних варварських племен. З 395 по 397 роки гуни спустошили східні провінції. Вестготи під керівництвом Аларіха не раз глибоко проникали у територію імперії. Однак Аркадій знаходив сили і вміння протистояти численним нападам.
На вимогу дружини у 403 році Аркадій вислав у вигнання Івана Золотоустого, який непрямо критикував стиль життя імператриці у надмірних розкошах. Іван — один з найвизначніших теологів християнства помер у вигнанні 14 вересня 407 року. Папа Інокентій I та Гонорій просили Аркадія повернути з вигнання Івана.
По смерті Євдоксії у 404 році вплив на імператора отримав префект преторіанців Антемій, у тіні влади якого і ховався імператор. Антемій показав свою компетенцію після встановлення мирних стосунків із Сасанідами, що значно покращило становище імперії.
Аркадій помер 1 травня 408 у досить молодому віці із невстановлених причин. Його син і співправитель (з 402), Феодосій II зайняв трон Східної Римської імперії.

## Канонізація
Святий у Єрусалимській православній церкві.